# Гішам ібн Селім
Гішам (Хісам) (д/н — 1164) — 13-й емір Волзької Болгарії у 1135—1164 роках.

## Життєпис
Походив з династії Дуло, суварської гілки. Онук еміра Ахада, син Селіма (відомого також під булгарським ім'ям Колин), намісника Великого Болгара. При народженні отримав аланське ім'я Анбал, що може, на думку дослідників, свідчити про належність його матері до аланської аристократії.
1135 року після смерті еміра Шамгуна за підтримки батька став новим володарем. Фактична влада належала Селімові. Останній зумів остаточно приборкати булгар-поган. В цей час у 1135 і 1153 роках в державі побував мандрівник Абу Хамід аль-Гарнаті. Тривала боротьба за вплив на фіно-угорські племена з  руськими князями. 1152 року здійснено напад на Ярославль, проте взяти місто не вдалося. Водновас укладено політичний союз з великим князем Київським Ізяславом II. 1154 року після смерті батька Гішам став панувати самостійно.
Доволі швидко владу перебрали наближені, тоді як емір більше уваги приділяв пияцтву та гультяйству. Водночас почали збільшуватися податки й знову обмежувати права булгар-поган. Водночас поступово послаблювалася центральна влад. При цьому емір все більше вступав у конфлікт з муллами.
1164 року був повалений родичем Отяком.